# Jennifer Pettke
Jennifer Pettke (* 29. Mai 1989 in Leverkusen) ist eine deutsche Volleyballspielerin.

## Karriere
Pettke begann ihre Karriere in den Nachwuchsmannschaften von Bayer 04 Leverkusen. Sie spielte in der Regionalliga und kam schließlich in die Bundesliga-Mannschaft des Vereins. 2007 nahm sie als Ersatz für Nora Götz mit der deutschen Junioren-Nationalmannschaft an der Weltmeisterschaft in Thailand teil und erreichte den siebten Platz. Nachdem die Mittelblockerin mit Leverkusen 2013 zum dritten Mal Meister der Zweiten Bundesliga Nord geworden war, wechselte sie zum Bundesligisten VT Aurubis Hamburg. Am 7. Juni 2014 gab Pettke beim Europaliga-Spiel gegen Spanien ihr Debüt in der A-Nationalmannschaft. Im Sommer wechselte sie außerdem innerhalb der Bundesliga zum 1. VC Wiesbaden. 2016 wechselte Pettke zum Ligakonkurrenten Allianz MTV Stuttgart und ein Jahr später zu den Roten Raben Vilsbiburg. Nach einer Saison 2019/20 bei Schwarz-Weiss Erfurt beendete sie ihre Karriere.